# Ribonukleozid-difosfat reduktaza
Ribonukleozid-difosfat reduktaza (EC 1.17.4.1, ribonukleotidna reduktaza, CDP reduktaza, ribonukleozidna difosfatna reduktaza, UDP reduktaza, ADP reduktaza, nukleozid difosfatna reduktaza, ribonukleozid 5'-difosfatna reduktaza, ribonukleotidna difosfatna reduktaza, 2'-dezoksiribonukleozid-difosfat:oksidovani-tioredoksin 2'-oksidoreduktaza, RR) je enzim sa sistematskim imenom 2'-dezoksiribonukleozid-difosfat:tioredoksin-disulfid 2'-oksidoreduktaza. Ovaj enzim katalizuje sledeću hemijsku reakciju
2'-dezoksiribonukleozid difosfat + tioredoksin disulfid + H2O {\displaystyle \rightleftharpoons } ribonukleozid difosfat + tioredoksin
Ovaj enzim je odgovoran za de novo konverziju ribonukleozid difosfata u dezoksiribonukleozid difosfate, što je esencijalno za DNK sintezu i popravku. On sadrži gvožđe. Enzim aktivira ATP, a inhibira ga dATP.

## Literatura
- Nicholas C. Price; Lewis Stevens (1999). Fundamentals of Enzymology: The Cell and Molecular Biology of Catalytic Proteins (Third изд.). USA: Oxford University Press. ISBN 019850229X.
- Eric J. Toone (2006). Advances in Enzymology and Related Areas of Molecular Biology, Protein Evolution (Volume 75 изд.). Wiley-Interscience. ISBN 0471205036.
- Branden C; Tooze J. Introduction to Protein Structure. New York, NY: Garland Publishing. ISBN 0-8153-2305-0.
- Irwin H. Segel. Enzyme Kinetics: Behavior and Analysis of Rapid Equilibrium and Steady-State Enzyme Systems (Book 44 изд.). Wiley Classics Library. ISBN 0471303097.
- William P. Jencks (1987). Catalysis in Chemistry and Enzymology. Dover Publications. ISBN 0486654605.

## Spoljašnje veze
- Ribonucleoside-diphosphate+reductase на 